# ヤニック・ヴェロ
ヤニック・ヴェロ（Yannick Vero、1990年2月28日 - ）は、タヒチ・ディビジョン・フェデレールのASドラゴンに所属するタヒチ代表のサッカー選手。ポジションはRB。

## 代表歴
OFCネイションズカップ2012に出場するタヒチ代表に選出され、タヒチ代表は初優勝を果たし、FIFAコンフェデレーションズカップ2013への出場権を獲得した。この際にも代表に選出された。